# Antonio Serón
Antonio Serón (Calatayud, 1512 - ¿Lérida?, post 1568) fue un humanista y poeta neolatino español. 

## Biografía
Cursó sus primeras letras en su ciudad natal. En 1530 su padre lo envió, contra su voluntad, al Estudio General de Valencia, donde estudió latín con Jaume Falcó. Antes de finalizar sus estudios superiores, falleció su padre y regresó a Calatayud. Pero el fideicomisario al que su progenitor encargó del cumplimiento del testamento, se arrogó los bienes de la herencia, por lo que Antonio Serón abandonó, en la ruina, su ciudad para alistarse en el ejército que el emperador Carlos V. reclutaba para la Jornada de Argel. Fracasada la batalla y dispersa la flota tras una fuerte tormenta, Serón fue llevado en 1542 a Estambul para ser vendido como esclavo, de donde consiguió huir embarcando en una nave veneciana.
Tras su regreso a España, intentó ganarse la vida como sacerdote, pero fue denunciado por hechicero y condenado a destierro. A partir de este momento, recorrió España buscando su sustento como profesor de Retórica en lugares tan distantes como Tuy o Jerez de la Frontera y escribiendo versos. Su fama de poeta fue extendiéndose y le valió el reconocimiento de Felipe II como «poeta laureado». Su coronación como poeta real le ofreció la oportunidad de ejercer la docencia universitaria, obteniendo, en 1562 una cátedra de Retórica en Lérida.
La biografía sobre Antonio Serón es conocida a través de las noticias que proporciona Ignacio Jordán de Asso, que editó su obra en 1781 con el título de Antonii Seronis bilbilitani carmina. Sin embargo, había noticias anteriores de este escritor, pues tanto Andrés de Uztarroz (en su Aganipe de los cisnes aragoneses celebrados en el clarín de la Fama) como Nicolás Antonio (en notas manuscritas de su Bibliotheca Hispana Nova) lo elogiaron. También apareció retratado por su amigo Diego Ramírez Pagán en su obra Floresta de diversa poesía, publicada en Valencia en 1562.

## Obra
La poesía neolatina de Serón contribuye a los esfuerzos humanistas que caracterizan a los escritores aragoneses en el Renacimiento. La obra de Palmireno o las traducciones de poemas de Marcial de Manuel de Salinas, son buena muestra de esta corriente filoclásica.
Su obra más importante es el poema épico en tres libros Aragonia (1566 - 1568), escrito en hexámetros e inspirado en los Anales de la Corona de Aragón de Jerónimo Zurita, en los que cantaba la historia de Aragón hasta la muerte del rey Ramiro I. 
También compuso otros poemas latinos, como elegías y silvas. La elegía VII Ad Cynthiam, in qua situs Calaiubae seu Bilbilis describitur, está dedicada a su patria chica. En la silva VI aparece uno de los más tempranos testimonios de la leyenda de Los amantes de Teruel. Cabe mencionar asimismo la VII —un a loa a Valencia—, la IX —que elogia a algunos de los escritores contemporáneos— o la X, dedicada a Diego Ramírez Pagán.
La figura protagonista en sus versos es «Cintia», la personificación de su musa, que acompaña al yo poético en todo momento. José Guillén, editor de la poesía, la caracteriza del siguiente modo:

Cintia es esencialmente su poesía, el amor y la dedicación a su quehacer poético. Así aparece claramente en las palabras que Apolo le dirige en el famoso sueño de Constantinopla [...]
José Guillén, op. cit., 1982, pág. 46. Apud Ayala Martínez, loc. cit., 2000, pág. 218.

Del mismo modo, en la propia obra seroniana, concretamente en la silva XI, Cintia se proclama como el dios o musa de sus poemas:

Heme aquí, yo soy el padre de esta doncella prometida, oh Antonio, querido mío, torna al buen camino, levántate. Esta Musa procede de mis entrañas. Tiene por nombre Cintia, es notable por su candor, por su boca más que humana [...]
Antonio Serón, «Silva XI», en José Guillén, op. cit., 1982, págs. 93-101. Apud Ayala Martínez, loc. cit., 2000, pág. 218.

Fue un poeta muy prolífico, y sus composiciones son de gran extensión, no obstante, la poesía neolatina de Serón revela un pulcro estilo, perfecta métrica y no está exenta de pasajes de gran inspiración poética.

### Ediciones de sus obras
- Antonio Serón, Obras completas del laureado poeta latino aragonés del siglo XVI Antonio Serón, bilbilitano. Edición bilingüe. Traducción y notas de José Guillén Cabañero, 2 vols. Zaragoza, Institución «Fernando el Católico», 1982. ISBN 84-00-05158-0 (obra completa).
  - I Parte. Elegías y silvas. ISBN 84-00-05159-9.
  - II Parte. Poesías sueltas y «Aragonía». ISBN 84-00-05263-3.